# Trigger (film)
Trigger (2006) – norweski film wyreżyserowany przez Gunnar Vikene, w Polsce emitowany na kanale ZigZap.

## Opis fabuły
Alise jest bardzo wielkim tchórzem. Uchodzi ona za ekspertkę w sprawach koni. Lecz pewnego dnia, gdy dziki koń wbiegł na boisko baseballowe, Alise tchórzy, ponieważ zna się na koniach, ale panicznie się ich boi. Przyjaciele dziewczyny są zszokowani jej postawą. Alise się dowiaduje, że właściciel boiska chce zastrzelić konia. Postanawia przełamać swój lęk i pomóc zwierzęciu.

## Obsada
- Ann Kristin Sømme jako Alise
- Sven Wollter jako Lasse
- Anneke von der Lippe jako Tone
- Adele Karoline Dahl jako Rebecca
- Reidar Sorensen jako Viktor
- Thor Michael Aamodt jako Pan Hiort
- Julia Pauline Boracco Braathen jako Vivian
- Maria Elisabeth A. Hansen jako RC
- Elias Holmen jako Paul
- Gunnar Lien Holsten jako Politimann
- Eli-Anne Linnestad jako Wenche
- Fredrik Melbye jako Sebben
- Odd Midtsjo jako Eldre slakter
- Inger Johanne Ravn jako Eldre kvinne
- Tobias Roald jako Hockey
- Eivind Sander jako Frantzen
- Edward Schultheiss jako Ung slakter
- Robert Skjarstad jako Viggo
- Oyvind Venstad Kjeksrud jako Slaktebilsjaför

i inni